# Tales (album)
Tales è un album di Marcus Miller del 1995.

## Tracce
1. "The Blues" – 5:35
2. "Tales (Intro)" (Miller, Allen Toussaint) – 0:12
3. "Tales" (Miller, Allen Toussaint) – 5:42
4. "Eric" – 6:16
5. "True Geminis" – 5:36
6. "Rush Over" – 4:57
7. "Running Through My Dreams (Interlude)" – 1:27
8. "Ethiopia" – 5:15
9. "Strange Fruit (Intro)" – 1:46
10. "Strange Fruit" – 2:02
11. "Visions" (Stevie Wonder) – 5:37
12. "Tales (Reprise)" – 2:34
13. "Forevermore (Intro)" – 0:32
14. "Forevermore" – 4:59
15. "Infatuation" – 5:08
16. "Come Together" (John Lennon, Paul McCartney) – 5:30

## Musicisti
- Poogie Bell – batteria
- Dean Brown – chitarra
- Hiram Bullock – chitarra
- Kenny Garrett – Sax alto
- Lalah Hathaway – voce
- Jason Miles – programmazione
- Marcus Miller – organo, sintetizzatore, flauto, chitarra, pianoforte, clarinetto basso, basso, chitarra ritmica, tastiere, programmazione, produzione, campionamento
- Meshell Ndegeocello – sintetizzatore, voce
- Q-Tip – parti parlate
- Joshua Redman – Sax tenore
- Michael "Patches" Stewart – tromba
- Dave Ward  – programmazione
- Lenny White  – batteria
- Bernard Wright  – organo, sintetizzatore, calvinet